# 다이나북 (기업)
다이나북(Dynabook Inc., Dynabook株式会社, 다이나북주식회사, 구 명칭: Toshiba Client Solutions Co., Ltd.)는 샤프 (기업) 소유의 일본 개인용 컴퓨터 제조업체이다. 1958년부터 2018년까지 도시바가 소유하고 브랜드명을 사용했다. 도시바 T1100은 1985년에 출시된 최초의 대중 시장 노트북 PC라고 주장한다. 도시바는 1989년부터 DynaBook, dynabook을 서브 브랜드로 사용해왔지만, 2019년 Dynabook이 세계적인 브랜드로 자리 잡았다.
2019년 기준 다이나북사는 연간 매출 1,629억엔(15억 달러), 직원 2,680명을 보유하고 있다. 2020년 현재 다이나북 아메리카스(Dynabook Americas)는 이 사업을 "30개국에서 약 200,000명을 고용하고 있는 600억 달러 규모의 글로벌 기업"이라고 설명했다.